# Leonid Akimovič Galčenko
Leonid Akimovič Galčenko, (rusko Гальченко Леонид Акимович) sovjetski letalski častnik, vojaški pilot, letalski as in heroj Sovjetske zveze, * 2. april 1912, Petrovsk-Port, Dagestan, † 26. september 1986.
Galčenko je v svoji vojaški službi dosegel 24 samostojnih in 12 skupnih zračnih zmag.

## Življenjepis
Leta 1935 je končal stalingrajsko vojnoletalsko pilotsko šolo.
Med zimsko vojno je bil pripadnik 145. lovskega, ki je bil preoblikoval v 19. gardni letalski lovski polk.
Med drugo svetovno vojno je bil sprva pripadnik 609. lovskega letalskega polka, nato pa poveljnik letalske divizije.
V svoji vojaški karieri je opravil 410 bojnih misij in bil udeležen v 90 zračnih bojih; letel je z I-19, MiG-3, LaGG-3 in P-39 Aircobra.

## Odlikovanja
- heroj Sovjetske zveze (6. junij 1942)
- red Lenina
- red rdeče zastave (4x)
- red domovinske vojne 1. stopnje (2x)
- red rdeče zvezde